# 5793 Ringuelet
5793 Ringuelet este un asteroid din centura principală, descoperit pe 5 octombrie 1975, de Observatorio Félix Aguilar.